# Benbulben
La montaña Benbulbin (en irlandés: Binn Ghulbain) es una formación rocosa en el condado de Sligo, al noroeste de Irlanda. Es parte de las montañas Dartry. Es un área protegida por el condado de Sligo.

## Flora y fauna
Benbulbin aloja variedad de plantas, algunas de las cuales no se encuentran en ningún otro lugar de Irlanda; muchas de ellas son de tipo ártico-alpino, dada la altura de la montaña y la temperatura baja. Entre los animales abundan las liebres y zorros.